# Smolnik (Leśna)
Smolnik (deutsch Schadewalde) ist ein Dorf der Landgemeinde Leśna im Powiat Lubański der Woiwodschaft Niederschlesien in Polen.

## Lage
Smolnik liegt in der Oberlausitz an den nördlichen Ausläufern des Isergebirgsvorlandes (polnisch Pogórze Izerskie) in Niederschlesien und etwa 25 Kilometer südöstlich der Stadt Görlitz. Es erstreckt sich in Nord-Süd-Richtung in einer Länge von etwa 1,5 Kilometern an der Westseite des Queis (Kwisa), von diesem teilweise durch das Heinersdorfer Wasser (Miłoszowski Potok) getrennt, das innerhalb des Dorfes in den Queis mündet. Am Nordende des Dorfes mündet das Gerlachsheimer Wasser (Grabiszówka) von Westen kommend in den Queis. Das Südende des Dorfes grenzt unmittelbar an Leśna (Marklissa).

## Geschichte

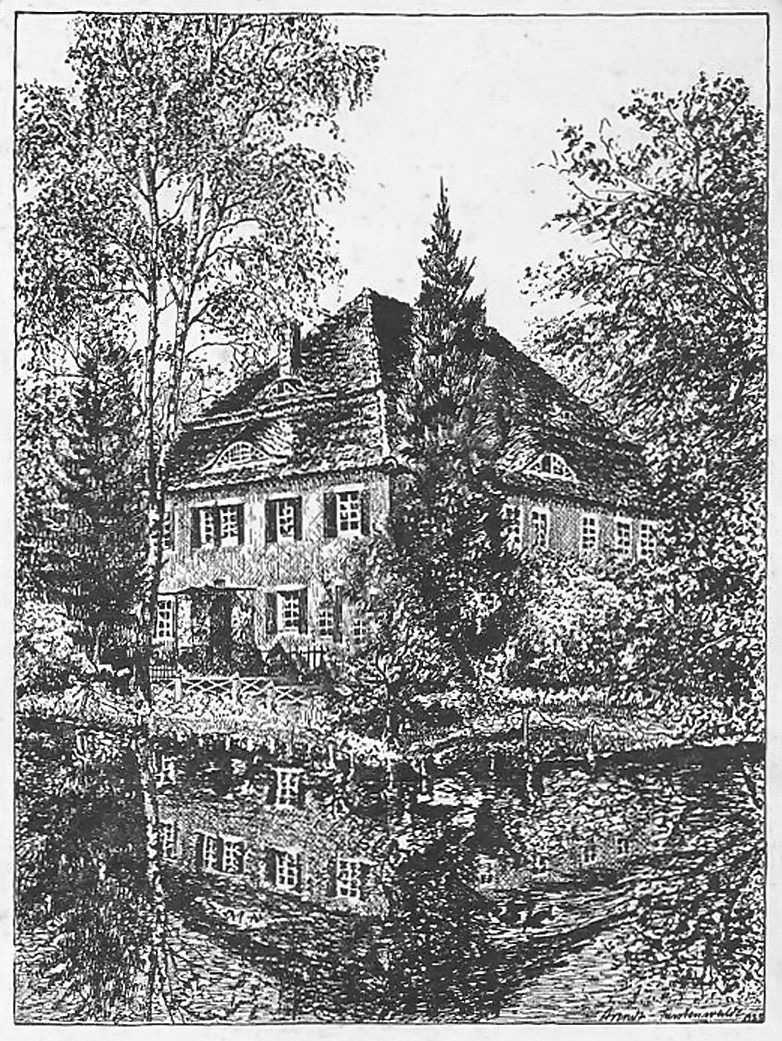
Herrenhaus von Gut Schadewalde 1925

Schadewalde war von alters her ein Rittergut mit einem zugehörigen Dorf. Der erste namentlich bekannte Besitzer war Christoph von Debschitz aus einem alten Oberlausitzer Uradelsgeschlecht, der es Mitte des 15. Jahrhunderts vom böhmischen Landesherrn König Georg von Podiebrad (1420–1471) zum Lehen erhielt. Die Familie von Debschitz behielt das Gut etwa 300 Jahre. Von 1764 bis 1784 gehörte es Paul Anton von Manteuffel (1707–1773) bzw. seiner Witwe. Danach folgten bürgerliche Besitzer. Nach dem Zweiten Weltkrieg verfiel das Gut, von dem nur noch einige Ruinenteile übrig sind.
Schadewalde gehörte zum Queiskreis, der nach dem Prager Frieden zusammen mit der Oberlausitz 1635 an das evangelische Kurfürstentum Sachsen fiel. Nach dem Wiener Kongress 1815 kam die Ostoberlausitz einschließlich Lauban und dem Queiskreis an Preußen. Das Gebiet wurde der Provinz Schlesien eingegliedert, mit der es seine weitere Geschichte teilte.
Als Folge des Zweiten Weltkriegs fiel Schadewalde 1945 wie fast ganz Schlesien an Polen und wurde in Smolnik umbenannt. Die deutsche Bevölkerung wurde vertrieben. Die neu angesiedelten Bewohner waren zum Teil Heimatvertriebene aus Ostpolen, das an die Sowjetunion gefallen war.
Zwischenzeitlich gehörte Smolnik von 1975 bis 1998 zur Woiwodschaft Wałbrzych (Waldenburg).

## Mit dem Ort verbunden
- Paul Anton von Manteuffel verbrachte seinen Lebensabend im örtlichen Rittergut
- Der Maler Christoph Nathe (1753–1806) starb in Schadewalde